# Pudding Mill Lane (DLR)

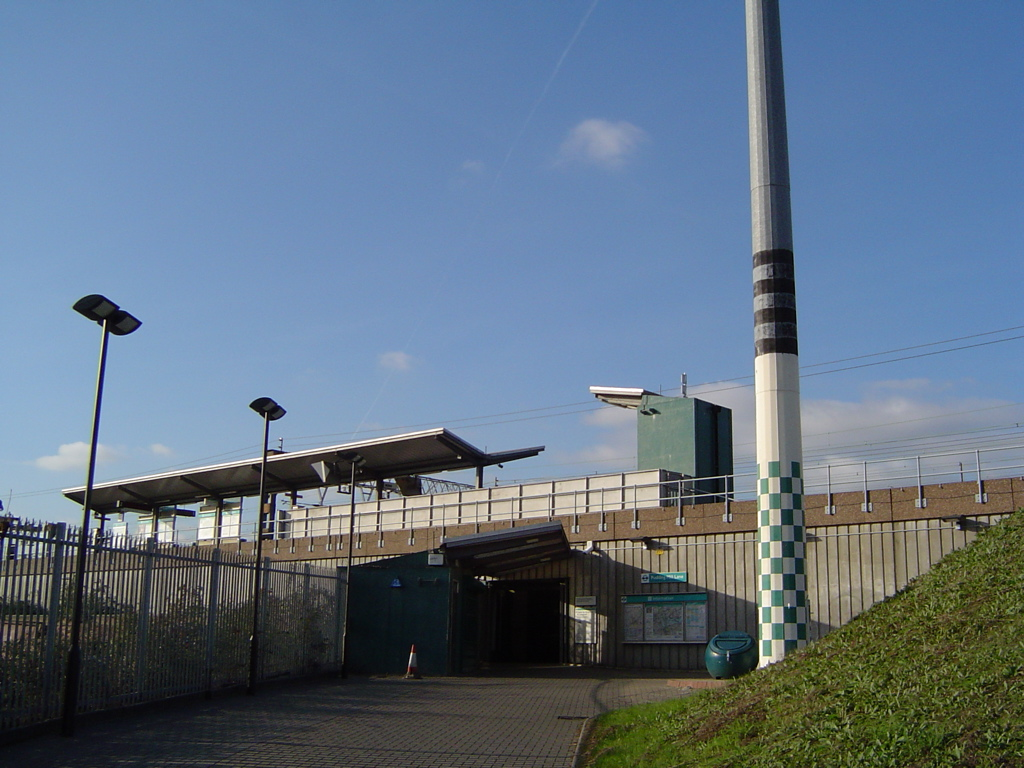
Station Pudding Mill Lane (2005)

Pudding Mill Lane ist eine Station der Docklands Light Railway (DLR) im Londoner Stadtbezirk London Borough of Newham. Sie liegt an der Grenze der Travelcard-Tarifzonen 2 und 3, an der Pudding Mill Lane im Stadtteil Stratford. Die Station erschließt ein Industrie- und Gewerbegebiet südlich des Olympiaparks.

## Geschichte

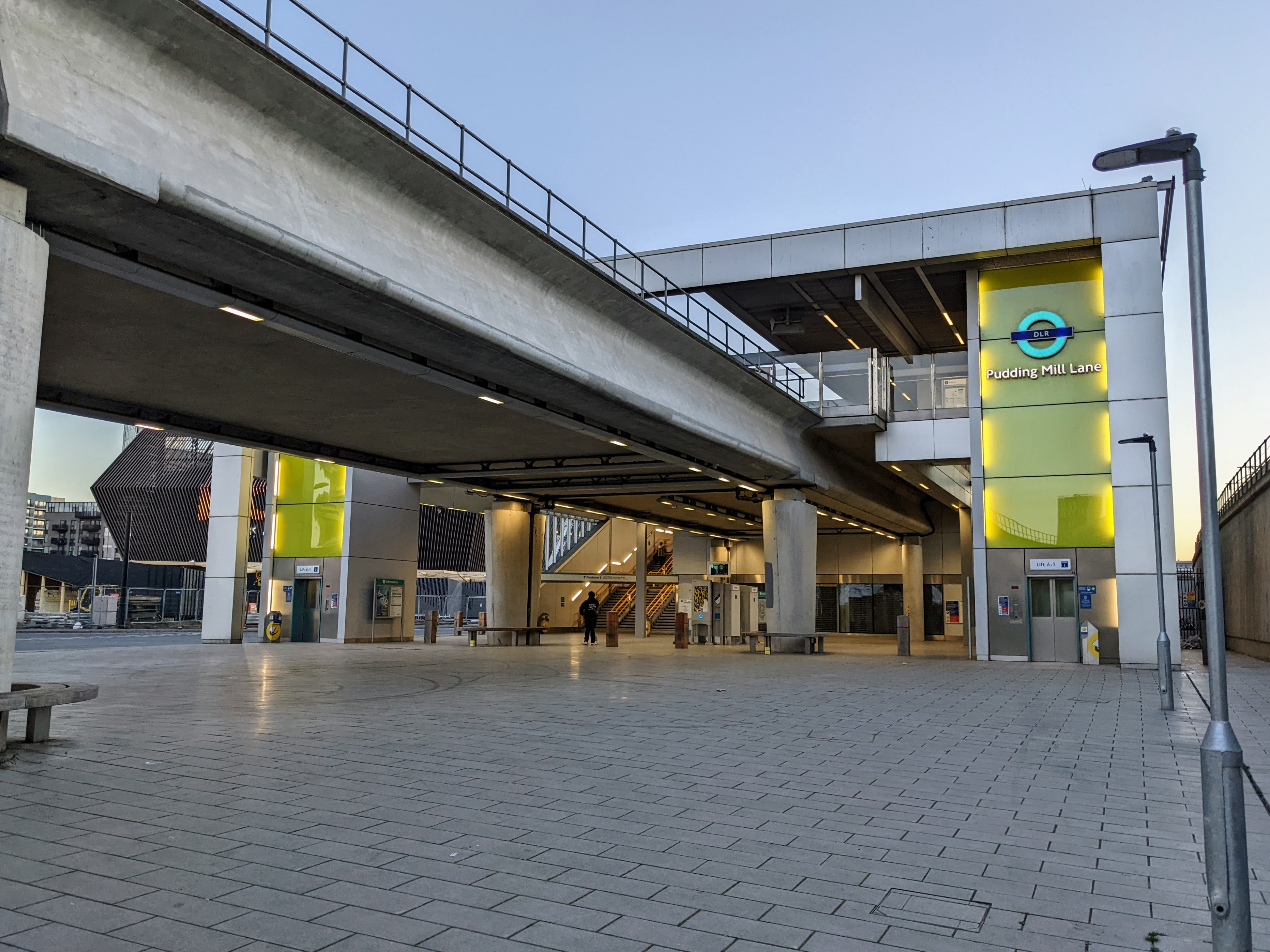
Neue Pudding Mill Lane DLR Station (2022)

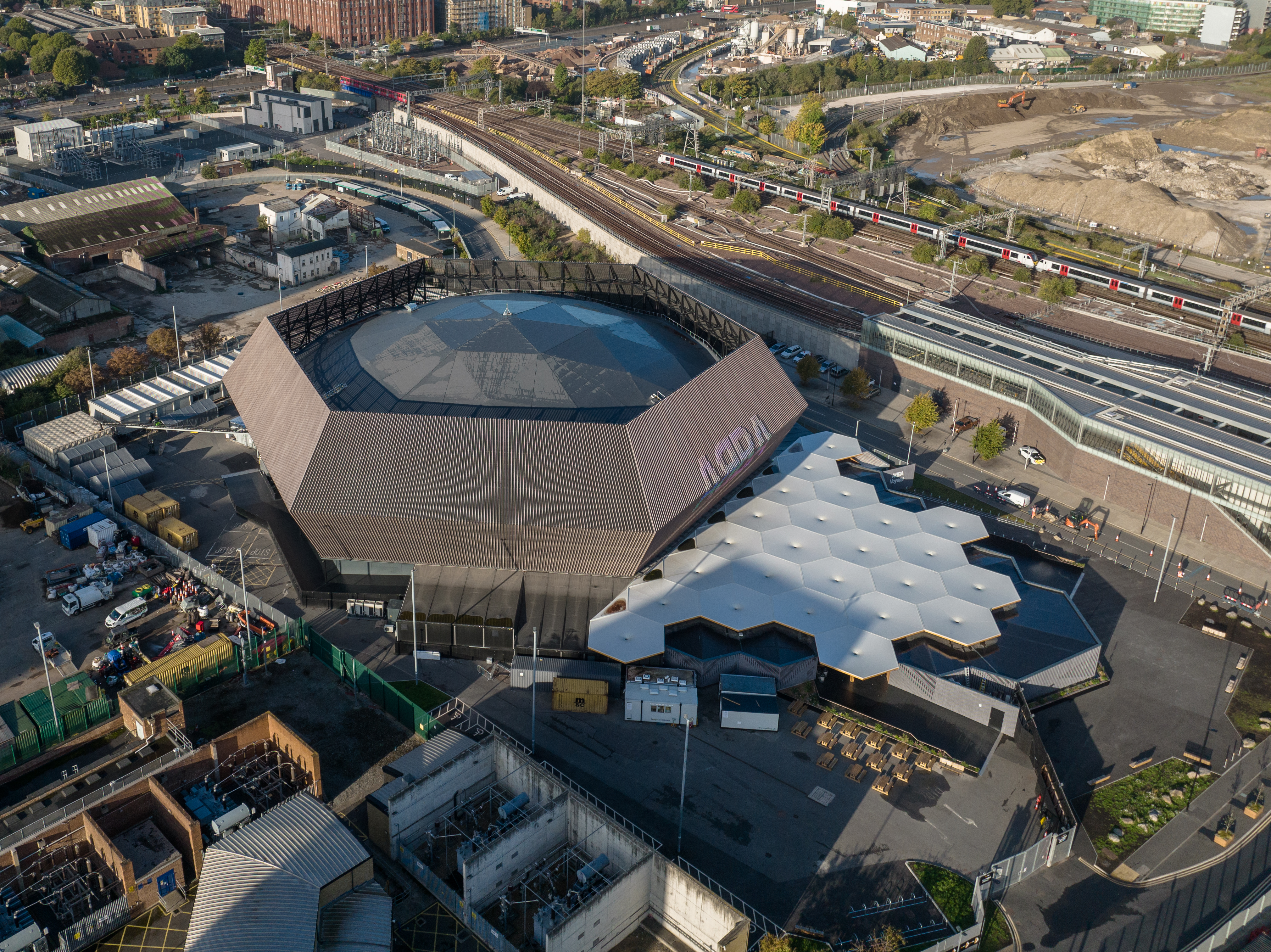
ABBA Arena mit der Station Pudding Mill Lane, rechts (2022)

Die in diesem Abschnitt eingleisige DLR-Strecke ist zwar schon seit dem 31. August 1987 in Betrieb, doch die Station wurde erst nachträglich gebaut und um 15. Januar 1996 eröffnet. Zuvor befand sich hier lediglich eine Ausweiche. Der Stationsname stammt vom Pudding Mill River, einem kleinen, zu den Bow Back Rivers gehörenden Zufluss des River Lea. Dort befand sich früher eine Wassermühle, die wie ein Pudding geformt gewesen sein soll. Als alle anderen Bahnsteige auf der Stratford-Zweigstrecke verlängert wurden, um Drei-Wagen-Züge aufnehmen zu können, unterblieb diese Maßnahme in der Station Pudding Mill Lane. Fahrgäste können hier nur zwei Wagen betreten oder verlassen, während beim dritten Wagen die Türen geschlossen bleiben. Grund dafür ist der vorgesehene vollständige Neubau (siehe unten).
Während der Olympischen Spiele 2012 und der Sommer-Paralympics 2012 blieb Pudding Mill Lane trotz der Nähe zum Olympiapark geschlossen, da die Station zu klein war, um den erwarteten Andrang bewältigen zu können.
Seit Mai 2022 befindet sich die ABBA-Arena gegenüber der Station Pudding Mill Lane.

## Verlegung
Das östliche Portal des zentralen S-Bahn-Tunnels des Bahnprojektes Crossrail hatte sich am Standort der Station Pudding Mill Lane befunden. Sie musste deshalb ersetzt werden und wurde auf einem nahe gelegenen Viadukt neu errichtet, und 2014 eröffnet. Diese Maßnahme ermöglichte es auch, die DLR-Strecke auf Doppelspur auszubauen.